# Philipp Grieß
Philipp Grieß (* 25. August 1981) ist ein deutscher Filmregisseur, Filmproduzent, Drehbuchautor und Kameramann insbesondere für Dokumentarfilme.

## Herkunft und Studium
Philipp Grieß wuchs in Horb am Neckar auf. Von 2002 bis 2007 studierte er Geschichtswissenschaft an der Humboldt-Universität zu Berlin (Abschluss: Bachelor). Von 2007 bis 2010 studierte er an der „ZeLiG – Schule für Dokumentarfilm“ in Bozen; er schloss sein Studium mit einem Diplom im Bereich Dokumentarfilm-Kamera ab.

## Werk und Filmografie (Auswahl)
Philipp Grieß hat seit 2010 vor allem als Dokumentarfilmer gearbeitet. Seine Stoffe befassen sich vor allem mit Geschichte, Reisenden und der Natur. Viele seiner Beiträge wurden in der Reihe Terra X (ZDF) ausgestrahlt. Auch die ARD und Arte nahmen Werke in ihr Programm, ebenso das Schweizer Radio und Fernsehen sowie RTL+.
Für die UFA und Fremantle setzte er das Doku-Projekt ExpeditionArktis / Arctic Drift über die MOSAiC-Expedition um, die bislang größte Arktis-Expedition. Diese Dokumentation wurde in mehr als 170 Länder und an zahlreiche Sender weltweit verkauft.
| Jahr | Werk                                                          | Funktion                              |
| ---- | ------------------------------------------------------------- | ------------------------------------- |
| 2014 | Fürst Pückler. Playboy, Pascha, Visionär                      | Co-Regisseur Drehbuchautor Kameramann |
| 2016 | Ein Prinz unter Indianern – Die Reisen des Maximilian zu Wied | Co-Regisseur Drehbuchautor            |
| 2017 | Der große Bluff. Meisterbetrüger der Geschichte               | Co-Regisseur Drehbuchautor Kameramann |
| 2018 | Archi-faux (The Real Thing)                                   | Produktionsleiter                     |
| 2018 | Mythos Tahiti. Die Erfindung des Paradieses                   | Co-Regisseur Drehbuchautor Kameramann |
| 2019 | Die Ungewollten – Die Irrfahrt der St. Louis                  | Produzent                             |
| 2020 | Ernst Grube – das Vermächtnis                                 | Regisseur Produzent                   |
| 2020 | Expedition Arktis – Ein Jahr. Ein Schiff. Im Eis.             | Regisseur Produzent Drehbuchautor     |
| 2021 | A Year in the Ice: The Arctic Drift                           | Regisseur Produzent Drehbuchautor     |
| 2021 | Sturmfahrt                                                    | Regisseur Produzent                   |
| 2021 | Boris Herrmann – Die ganze Welt des Segelns                   | Regisseur Drehbuchautor               |

## Lehrtätigkeiten
Grieß übernahm ab dem Wintersemester 2022/2023 am Institut für Medienwissenschaft der Philipps-Universität Marburg Lehraufträge.

## Auszeichnungen
Eine Auswahl von Auszeichnungen und Nominierungen für Philipp Grieß, geordnet nach Filmen:
- Die Ungewollten – Die Irrfahrt der St. Louis
  - 2019: Robert-Geisendörfer-Preis

- Expedition Arktis – Ein Jahr. Ein Schiff. Im Eis.
  - 2021: Grimme-Preis (Nominierung)[7]
  - 2021: Silbersalz Science & Media Award[8]
  - 2021: Deutscher Naturfilmpreis (Jury-Preis für herausragende Leistungen: Produktion)
  - 2021: NaturVision (Preis der Jury)[9]
  - 2022: Jackson Wild (Nominierung)[10]
  - 2022: Ökofilmtour (Preis der Jury für die beste künstlerische Leistung)[11]
  - 2022: Grierson Award (Beste Wissenschaftsdokumentation, Vereinigtes Königreich)[12]
- Sturmfahrt
  - 2022: Cinemare Ocean Film Festival, Kiel (Kategorie Maritime Adventure und Kategorie Sister City)[13]
  - 2022: Festival international du film de Bretagne, Locronan (Bester europäischer Dokumentarfilm)[14]